# Willow Johnson
Willow Marie Johnson (Paradise Valley, 23 aprile 1998) è una pallavolista statunitense, opposto delle Vegas Thrill.

## Biografia
È la figlia dell'ex giocatore di baseball Randy Johnson.

## Carriera

### Club
La carriera di Willow Johnson inizia nei tornei scolastici dell'Arizona, giocando per la Notre Dame Prep, mentre si disimpegna anche in ambito giovanile con l'AZ Storm. Dopo il diploma gioca a livello universitario, approdando alla Oregon in NCAA Division I, facendo parte del programma delle Ducks dal 2016 al 2019.
Nella stagione 2020-21 firma il suo primo contratto professionistico in Turchia, ingaggiata dal Nilüfer, in Sultanlar Ligi, che tuttavia lascia dopo appena qualche mese, tornando in campo nel 2021 per disputare la prima edizione dell'Athletes Unlimited. Dopo un periodo di inattività, torna in campo disputando prima l'Exhibition Tour e poi l'edizione 2023 dell'Athletes Unlimited, venendo premiata come miglior opposto; nel gennaio 2024 viene ingaggiata dalle Pink Spiders, con disputa la seconda parte dell'annata in V-League; alla conclusione degli impegni con le sudcoreane, gioca per qualche settimana con le San Diego Mojo, nella Pro Volleyball Federation 2024.
Disputa poi la quarta edizione dell'Athletes Unlimited e la Pro Volleyball Federation 2025, indossando però la casacca delle Vegas Thrill.

## Palmarès

### Premi individuali
- 2023 - Athletes Unlimited Volleyball: Miglior opposto